# 삼로 까꼬
삼로 까꼬(크메르어: សម្លកកូរ)는 캄보디아의 전통 국이다. 커리 페이스트인 끄르엉을 넣어 끓인 국물 음식으로, 커리의 일종으로 보기도 한다. 캄보디아의 국민 음식 가운데 하나로 여겨진다.

## 이름
크메르어 "삼로(សម្ល)"는 "국"을, "까꼬(លម្ជូរ)"는 "섞다"를 뜻한다.

## 만들기
레몬그래스, 큰고량강, 핑거루트, 카피르라임 잎, 마늘, 강황가루 등을 절구에 빻아서 끄르엉을 만든다. 코코넛밀크를 졸여 기름을 낸 뒤, 끄르엉을 넣어 볶다가, 돼지고기나 닭고기 등 고기와 쁘라혹을 넣고 익힌다. 고기가 익으면 메콩메기 등 생선과 가지, 태국가지, 단호박, 줄콩, 파파야, 호박 잎 등 채소, 야자당, 앙꼬 링(볶은쌀가루) 등을 넣고 물을 부어 끓이다가, 다 익으면 타이바질 등 허브를 넣고 섞어 낸다.

## 같이 보기
- 삼로 마쭈